# Mona Lisa and the Blood Moon
Mona Lisa and the Blood Moon è un film del 2021 scritto e diretto da Ana Lily Amirpour.
Definito «un omaggio ai film d'avventura degli anni ottanta e novanta» e interpretato da Jeon Jong-seo, Kate Hudson, Craig Robinson ed Ed Skrein, è stato presentato in concorso alla 78ª Mostra internazionale d'arte cinematografica di Venezia.

## Trama
In una notte di luna piena, una ragazza dai poteri telepatici evade da un manicomio e si nasconde nel quartiere francese di New Orleans, dove viene accolta da una spogliarellista agguerrita e suo figlio, mentre un biscotto della fortuna avverte un poliziotto alla sua ricerca di "dimenticare ciò che sa".

## Produzione
Nell'ottobre del 2018, è stato annunciato che Kate Hudson, Craig Robinson e Zac Efron avrebbero recitato nel nuovo film di Ana Lily Amirpour, prodotto da John Lesher tramite la sua Le Grisbi Productions. Nell'aprile del 2019, Jeon Jong-seo si è unita al cast, seguita nel luglio dello stesso anno da Evan Whitten ed Ed Skrein, quest'ultimo in sostituzione di Efron. Le riprese del film sono iniziate il mese stesso.

## Colonna sonora
Oltre alle musiche originali di Daniele Luppi, la colonna sonora comprende diversi brani di Guglielmo Bottin, tratti dall'album Horror Disco (2009).

## Distribuzione
Il film è stato presentato in anteprima il 5 settembre 2021 in concorso alla 78ª Mostra internazionale d'arte cinematografica di Venezia.
Successivamente è stato distribuito nelle sale cinematografiche statunitensi il 30 settembre 2022.
In Italia è uscito direttamente in home video in DVD e BD il 19 gennaio 2023.

## Riconoscimenti
- 2021 - Mostra internazionale d'arte cinematografica
  - In concorso per il Leone d'oro al miglior film